# Soufflage en couronne
 (octobre 2016).

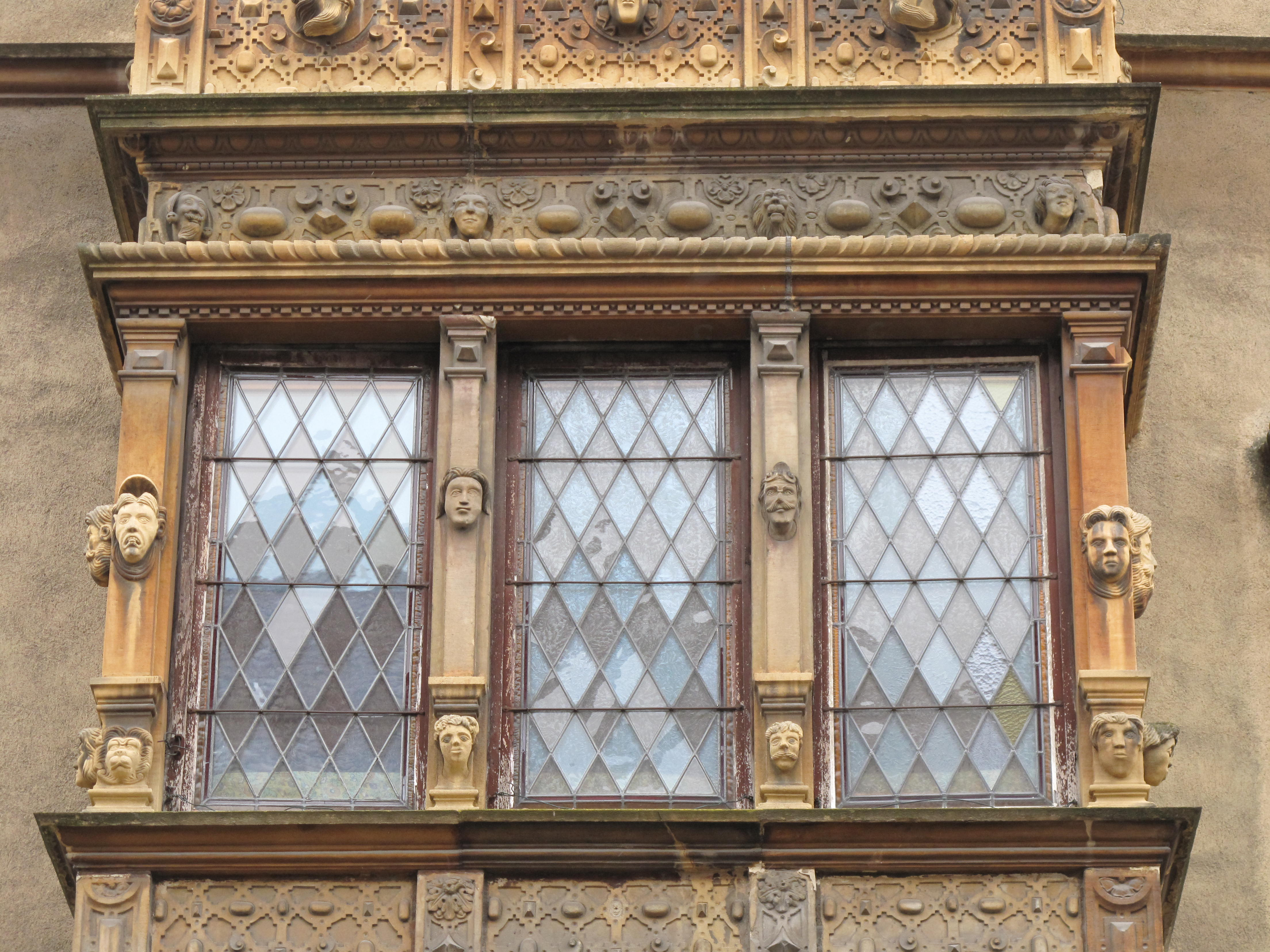
Fenêtre de la maison des Têtes à Colmar.

Le soufflage en couronne, ou soufflage en plateau, est un procédé de fabrication de verre plat.
Ce procédé, aussi appelé « technique normande », connaît son apogée entre 1700 et la moitié du XVIIIe siècle.
Le verre était soufflé pour former un globe creux puis aplati et coupé. Il était mis à plat par réchauffage puis transformé en un disque plat par la force centrifuge, jusqu'à presque deux mètres de diamètre. Le verre était alors coupé à la dimension requise car le verre le plus fin est au bord du disque tandis qu'il est plus épais et trouble au centre. Contraint par la distribution du meilleur verre, pour les grandes fenêtres, il fallait couper de nombreux morceaux en forme de losange au bord du disque puis les monter sur un treillis de plomb.
Le verre soufflé en couronne fut l'un des deux procédés les plus utilisés jusqu'au XIXe siècle. L'autre procédé était celui de la plaque soufflée. Le procédé fut d'abord amélioré par les verriers français dans les années 1320 en particulier autour de Rouen. Il fut gardé secret et ne fut pas utilisé à Londres avant 1678. 
La mode des fenêtres à grands carreaux fait que les verreries à cylindre de la « technique lorraine » de soufflage en manchon, capable de fournir massivement du verre en table de grande dimension, prirent ensuite le dessus.

## Vocabulaire
Fin XVIIIe siècle :

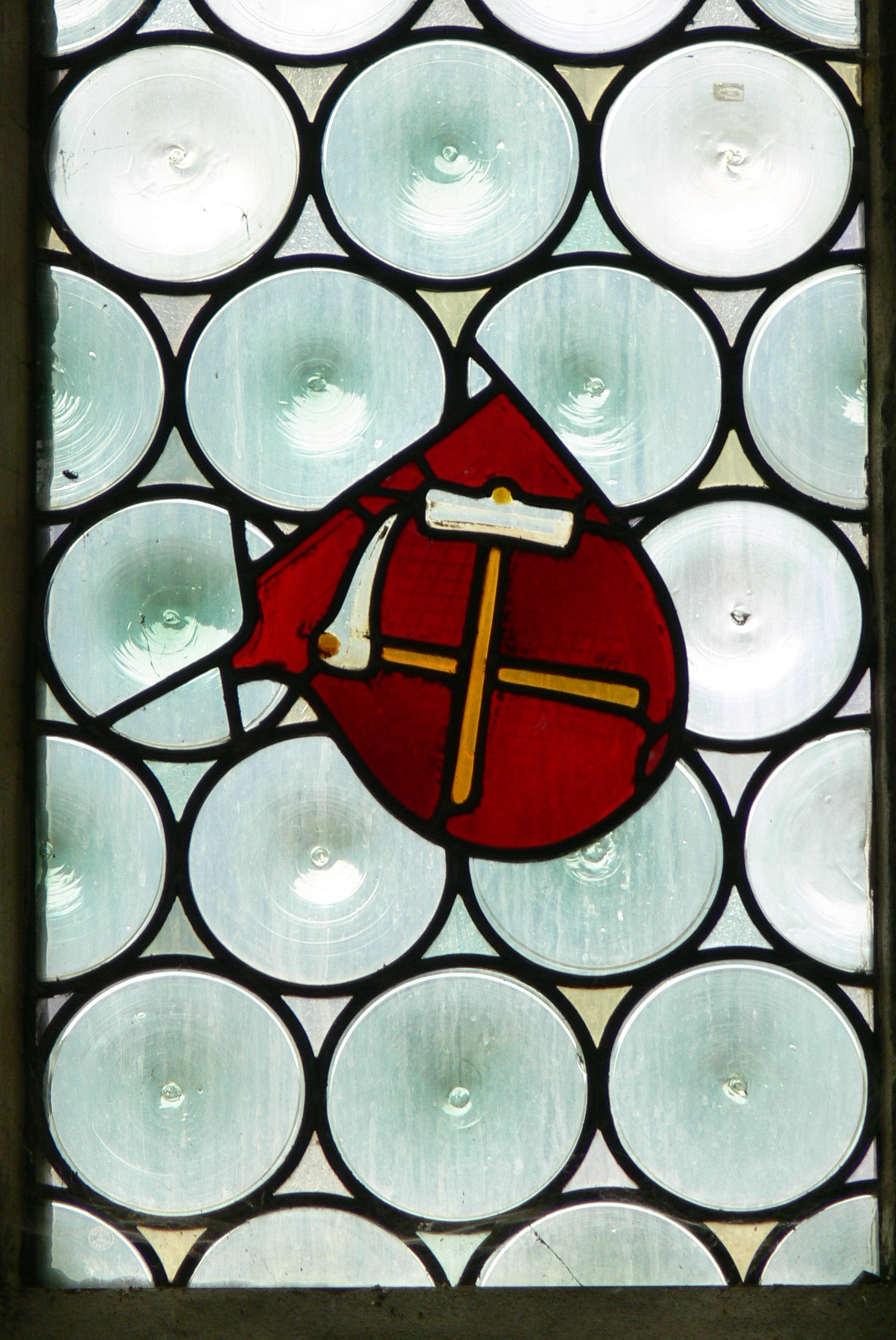
Verres à boudine ou en cul-de-bouteille.

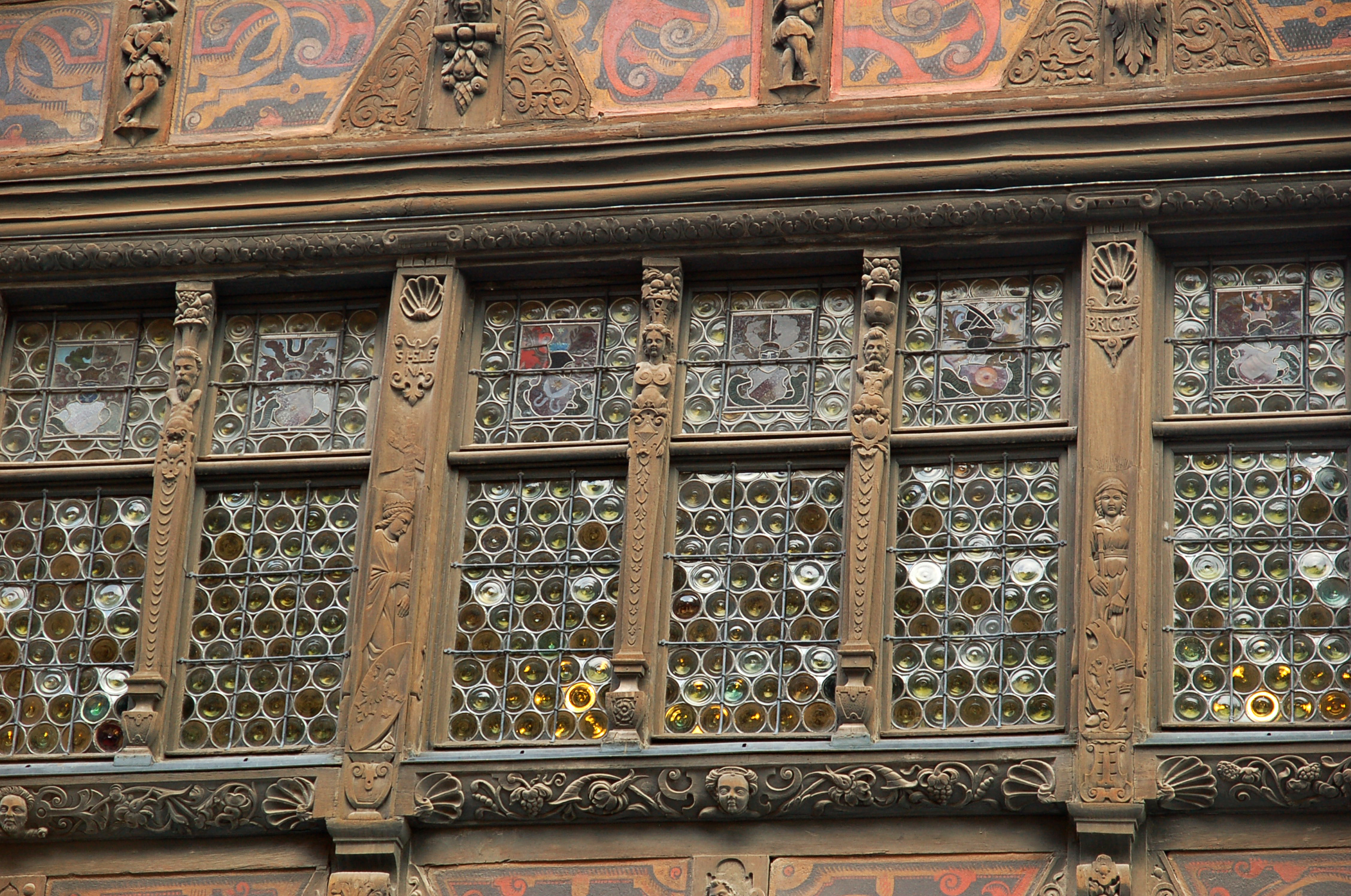
Maison Kammerzell, Strasbourg, 1589.

- Plat de verre - Une table de verre, ronde, telle qu'on en fabrique encore dans quelques verreries, et que l'on coupe par morceaux avec le fer rouge et l'eau, ou avec le diamant, pour former des panneaux ou des carreaux de vitre[2].

- Boudine - Nœud ou bosse qui se trouve au milieu d'un plat de verre[2].
- Verre en plat ou à boudine - Pièce de verre ronde de 36 à 40 pouces de diamètre, ayant un nœud ou boudine au milieu - La qualité de ce verre est plus commune[2].